# 神速力

神速力的物理图示。取自《脉冲》（Impulse）#66的内页。由乔·安东内蒂绘。

神速力（英語：Speed Force，亦称为速度力）是由DC漫画出版的多部漫画书中出现的设计概念，此概念主要跟多名DC宇宙中的超速跑者有关。神速力是位于更高维度的能量体并供给闪电侠们所有的超人类能力。神速力与其他物理基本力（引力、电磁力、强核力和弱核力）不同。神速力的来源跟其他DC宇宙中超人类能力的来源类似，都是神秘全能能量（本源和神波）的衍生产物。
仅限DC宇宙中的少数人可以获取神速力的能力，当DC漫画角色穿越到漫威宇宙中后他们将无法获取神速力。
危机前：在一些突发事故下可使撞见或获得神速力，比如黄金时代闪电侠杰伊·加里克在硬水辐射事件中获得了能力。
危机前：巴里·艾伦和華利·威斯特在实验室事件中获得了他们的能力（之后通过追溯连贯性将其设定为：巴里时间旅行到过去赋予了自己这样的超能力）。
巴特·艾伦通过遗传获得了神速力的能力，但必须接受试验以防止自身的力量使其加速衰老。
極速教授/逆闪电可利用科技在遥远的未来重建获取神速力的能力。
其他人通过出身或特殊技术可有限地获取神速力及其中的力量。
神速力这一概念设计诞生后的二十几年间经过多次改变和重写。但自《新52》重启后就再没有详细更新关于神速力的任何属性了。因此所有关于神速力的参考文献都来自于危机前、危机后或关键时刻等连贯的故事线，不过不包括闪点后的多元宇宙。按杰夫·约翰斯（DC漫画公司的CCO）的说法，神速力是“完全荒唐”和“根本是魔法”的，约翰斯希望将神速力这一概念完全从DC故事的写作中清除出去。神速力跟《星球大战》中的原力一样，是定义模糊的概念：两者都是英雄们能力的神秘源泉，并作为英雄们死后的“天堂”存在着。这一点甚至在《闪电侠》中也有所提及，其中配角思科·拉蒙在第一季大结局中援引了“愿神速力与你同在”。
神速力在2014年电视剧《闪电侠》中被提到过，这是神速力在真人演出中的首次露面。

## 历史
神速力能量场赐予所有超速跑者超能力。包括巴里·艾伦、约翰尼·奎克和马克斯·墨丘里在内的多名超速跑者都与之融合。
一颗名为萨沃斯（英語：Savoth）的行星上的科学家们对神速力有着深刻的理解，多所大学致力于对神速力展开研究。一名科学家格弗莱克（英語：Gorflack）建造了一座神速力炮抵挡星球所遭遇的外星侵略。但神速力炮并没有发挥预期使用目的，而是将初代闪电侠杰伊·加里克传送到了萨沃斯。加里克帮助萨沃思人一起赶走了外星侵略者后准备启程返回地球，临走之前格弗莱克送给加里克一块闪电形状的固态神速力，护身符样的固态神速力可使加里克及其继任者传送到萨沃斯上。

萨沃斯星上，杰伊·加里克临走之前，格弗莱克送给加里克一块闪电形状的固态神速力。

在与至尊小超人交战时，沃利·韦斯特几乎被吸入神速力中。他希望见他的家人最后一面，他见到了妻子琳达和双胞胎孩子。但琳达拿着神速力碎片后整家人都被传送到了萨沃思。巴特·艾伦自愿吸收了整个神速力以便跑得足够快阻止至尊小超人。在避免了危机后，巴特发现他与神速力的新连接会对其生命构成威胁，一年内他无法使用超能力。直到星辰实验室的蒂娜·麦吉和瓦莱丽·佩雷斯修改了闪电服附加超能力后，巴特得以重返成为第四代闪电侠。
之后不久，因为巴特吸收了神速力后，惯性与神速力之间失去了连接，惯性给自己注射了名为速度9的药物以维持自己的超人速度能力。惯性在洛杉矶建造了一座机器，目的是想将巴特身上的神速力夺回来为自己所用。然而这座机器有爆炸的危险，一旦爆炸将会使上百万人丧命。巴特声东击西困住惯性和无赖帮，这为瓦莱丽关闭机器赢得时间，但巴特在战斗中不幸牺牲。
将机器关闭的后果是神速力运行被打断，沃利·韦斯特和他的家人从萨沃斯传回到地球上，所有超速跑者的超能力都得到了恢复。
在一次神速力的爆炸中，几十年前攻击萨沃斯的外星侵略军队的唯一幸存者被传送到了他故乡所在的维度中，这次爆炸使得单一的幸存者迅速繁衍并进化为整个种族。他的后裔们定位到闪电侠的固态神速力碎片并为萨沃斯战败而复仇侵略了吉斯通市。沃利摧毁了神速力碎片并将侵略者赶走。
获得神速力的人可具备多项超能力，除了绕圈跑的速度大幅提升外，还包括：超人类耐力、加速代谢、更快更强的感官力、加速愈合、减速老化、神速力光环、大脑更加灵活、汲取生命力、力量有不同程度地增强、产生旋风、变相、汲取速度、无限质量打击等。

## 超级速度的来源
神速力的定义是很含糊的，大致是一种来自额外维度的能量力，DC漫画宇宙中大多数（但不是全部）以超级速度奔跑的英雄都从这种能量力里获得超能力。例如，名叫閃電俠的多名英雄（杰伊·加里克、巴里·艾伦、華利·威斯特和巴特·艾伦）、约翰尼·奎克、杰西·奎克/自由钟、XS、旋风双胞胎和马克斯·墨丘里都从神速力里获得他们的超能力（但加里克近几年刚获得与神速力的连接，这取代了之前依赖暴露在硬水蒸汽中获得的超能力的方式）。

在《JLA/复仇者》中，钢为華利·威斯特制作了储存神速力电池组。

神速力只存在于DC多元宇宙中，当華利·威斯特在《JLA/复仇者》中穿越到漫威宇宙中后他的超能力消失，钢替他制造了一个“电池组”（右图），沃利在DC宇宙里事先吸收神速力能量给电池组充电，好使他在其他宇宙中使用神速力（但漫威漫画的超速跑者快銀在DC宇宙中的期间却取法获取神速力）。然而这一技术细节使得快银在与闪电侠的战斗中获胜，原因是沃利失去了与神速力的连接；这点在漫画评论中是有争议的，该错误可能在下次DC漫画与漫威漫画的交叉中得到弥补。

## 神速力赋予的能力

《JLA》 #3（1997年3月）中出现的“无限质量打击”。由霍华德·波特与约翰·戴尔绘。

神速力作为DC宇宙速度测量极限，类似于光速是我们宇宙的速度极限。神速力赋予闪电侠和其他使用神速力的人“新”超能力。一些存在于黄金时代的、当时没有得到解释或简单归因为分子/振动控制的超能力，后来通过追溯解释为是神速力的作用。
- 无限质量打击 – 在格兰特·莫里森的《JLA》系列漫画中引入的属性。闪电侠（沃利·韦斯特）以接近光速移动时将会获得相对论性质量，这样的速度传递到空气上将产生达到“一颗白矮星”质量的打击力度，可使他一拳击倒像白火星人这样厉害的敌人。闪电侠自身的的耐久力受到神速力的调节。因此这意味着：因为闪电侠以光速移动而获得了相对论性质量，后者传递给冲击波相当于无限质量的打击力度，并造成无限大的伤害。（左图）
- 速度借用/偷取 – 可能是沃利的最多功能性的新能力。因为神速力控制了宇宙中所有形式的运动，沃利可以偷取物体的动能、运动或动量（例如将飞行的子弹减速或将超级坏蛋变为一尊雕像[9]）并将盗取来的能量用于给自己加速到更快的速度。类似地，沃利也可以将速度借给无生命的物体或外星人，可使他们暂时移动地跟沃利一样快。在少年泰坦的《明日泰坦》（英語：Titans Tomorrow）故事弧中未来时代的巴特·艾伦也表现出具有此项超能力。
- 伤处新陈代谢 – 当使用神速力维护沃利时愈合因子会加速工作，沃利可使重伤愈合而不会像沃尔特·韦斯特[10]一样过早地衰老。与上面的能力有关的是：沃利可以成为“团队的医疗人员”，通过加速队友的愈合因子而达到疗伤的作用（不会使他们过早地衰老）。
- 创造结构 – 沃利发现如果他集中精神，就可以使用神速力创造固体结构。当时沃利的腿断了，为了继续奔跑他使用神速力创造了一个坚固的装甲，这是他首次使用这一能力。之后的几个例子包括：造出一个补丁封住他衣服上的破口防止疾病入侵、造出袋子来放东西等。在《JLA》中，在普罗米修斯击中沃利时，他的战斗服表现出防弹的属性。近期，这项能力用于修复多名超速跑者的战斗服并允许沃利改变制服。杰西·奎克承接她父亲约翰尼·奎克的衣钵；沃利的女儿艾里斯成为新的脉冲[11]。
- 护盾 – 萨维塔展现的能力，萨维塔操控神速力可使物体反弹远离他自己。
- 飞行 – 约翰尼·奎克和他女儿杰西·奎克是仅有的两个展现此项能力的超速跑者。然而所有跑得比逃逸速度快得超速跑者都会展现出“逆飞行”的能力。在《天国降临》故事弧中闪电侠似乎表现出了飞行的能力。

在巴里·艾伦吻他的处于反生命控制中的妻子后，神速力便围绕她并使她恢复自主意识。

- ESP – 约翰尼·奎克展现的能力；奎克与速度力的交流使得他可以感知世界上任意物体的运动，特别是感知其他超速跑者的运动。沃利·韦斯特展现出类似的能力，使他可以跨越时空感知琳达的存在。
- 过目不忘的能力 – 巴特·艾伦展现的能力，巴特可以记住他速读的所有内容（相比之下，其他超速跑者只能暂时记住信息）。
- 速度侦察兵 – 巴特·艾伦展现的能力，巴特可以创造他自己的神速力复制品，因为神速力具有永恒属性，这些复制品可以在时间这个维度上任意向前或向后移动。复制品可以操纵物体或将他们的意识与巴特的意识融合从而告知巴特他们的动作。然而当他的侦察兵之一被杀之后巴特就陷入昏迷之中，从此之后他就再没使用这一能力了。
- 速度控制 – 可以任意速度奔跑。
- 对冲反生命方程 – 暂未有详细解释，但出现在《最终危机》#4中，在巴里·艾伦吻他的处于反生命控制中的妻子后，神速力便围绕她并使她恢复自主意识（右图）[12]。
- 肌肉生长 – 贾·威斯特展现的能力，贾具有加速他肌肉增长速度的能力，暂时地提供他超级力量，但这会使他在很短时间后精疲力竭。
- 无形/自身分子控制 – 巴里·艾伦、巴特·艾伦和艾里斯·韦斯特展现的能力。他们可在分子水平上完全控制自身分子的动能，当他们需要进入或穿过坚实的物体时，他们只要将自身分子的振动频率匹配得与物体分子的振动频率一样就可办到。沃利·韦斯特也具有这一能力，但他的驾驭能力稍差些，因此当坚实的物体与沃利接触时，物体往往会爆炸。当巴特·艾伦将神速力内化到自己身体里时，他也表现出很难驾驭这一超能力，如果他思想不够集中时就会使物体融化。艾里斯对此项技能的驾驭能力跟巴里一样游刃有余，但跟巴里有点不同的是，这项技能对她来说有些不稳定。当作为一项有攻击的能力时，这项技能可被用于将人的分子机构打乱，达到差不多瓦解的程度[13]。

尽管神速力能力巨大，但在沃利·韦斯特与格里姆修士（英語：Brother Grimm）的战斗中并未表现出优势，格里姆修士是具有感知其他维度能力的一名男巫；格里姆具有感知额外维度能量（这里指神速力）的能力，因此在与格里姆战斗时沃利必须将自己的速度控制在正常范围内，否则格里姆将会预知沃利的移动轨迹并以此反制沃利。

## 现状与未来

超速跑者将至尊小超人推到神速力之中

在《无限危机》大事件期间，DC宇宙中几乎所有的超速跑者联合起来试图将至尊小超人推到神速力之中，在马克斯·墨丘里、巴里·艾伦和约翰尼·奎克的帮助下，巴特·艾伦将至尊小超人推入了神速力，然而他们后来都消失了；按照杰伊·加里克的说法，神速力本身也消失了。
后来巴特·艾伦穿着闪电侠的装束重返并出现在东京，警告君よ 星（英語：Kimiyo Hoshi）超速跑者是无法控制住至尊小超人的，并且印证了杰伊·加里克关于“神速力不再存在”的说法。
在《无限危机》结束一年之后，人们都以为神速力下落不明，杰伊·加里克是唯一因为体内具有元基因而对失去神速力有代偿作用的闪电侠。然而很快表明神速力依然存在。目前神速力很不稳定而巴特害怕会因此使自己丧命。根据星辰实验室的测试运行发现，神速力作为一个整体存在于巴特体内，巴特是唯一可以使用神速力的人。尽管如此，巴特的同母异父兄弟欧文·默瑟在巴特死之前和之后仍表现出可偶尔获取神速力，这使得他的身体可以因此产生一种“背景生物电场”。
巴特死后，沃利·韦斯特接过衣钵重新成为闪电侠并可随意志使用神速力。沃利的回归阻止巴特获取神速力, 这这一闪失是巴特死亡的原因。神速力离开巴特后，杰伊·加里克可再次跑得比声速更快（此前声速是他跑动速度的极限），杰西·钱伯斯的速度也恢复了。

在《闪电侠：重生》#4中马克斯·墨丘里向巴里·艾伦讲解神速力

在《闪电侠：重生》#4中马克斯·墨丘里向巴里·艾伦讲解：神速力是由艾伦自己创造出来的——在他于白銀時代成为闪电侠的时候；墨丘里接着说“当艾伦跑动时，他将在现时与时间障碍间建立动力学壁垒。神速力是存在于每个维度、每个宇宙以及各个时代的电能，与实体的每个部分发生联系。神速力包含了所有可能的时空的知识，他就是闪电侠包罗万象的百科全书。”
在未来时代，神速力也出现过好几次。未来的闪电侠布莱恩·艾伦（英語：Blaine Allen）陷入了进退两难的境地。未来的钴蓝（英語：Cobalt Blue）让艾伦的儿子杰斯（英語：Jace）感染了一种病毒。杰斯不像艾伦家其他成员一样具有神速力赋予的超速能力，且新陈代谢速度不够无法处理掉病毒。布莱恩去除了彼得勒斯上所有分子的运动速度，有效地冻结了整个行星。钴蓝指出这是她乐于见到的：“将所有东西冻结起来……确实没有人会死，但也不会有人会活”。他认真考虑了这个情况并决定将杰斯带到神速力那里。当布莱恩将杰斯带到神速力那里后，布莱恩代替杰斯被神速力吸入而牺牲。

## 媒體作品
- 綠箭宇宙系列影集：主要劇情出現閃電俠 (2014年電視劇)中
  - 神速力曾以貝瑞·艾倫的媽媽(米雪兒·哈里森飾演)形象出現在劇情中